# 陳晛
陳 晛（ちん けん、ベトナム語: Trần Hiện）は、陳朝大越の第11代皇帝。陳廃帝（ちんはいてい、ベトナム語: Trần Phế Đế）とも呼ばれる。

## 生涯
第10代皇帝・睿宗の次男。隆慶5年（1377年）に父帝が対チャンパ戦争の際に陣没したため、即位した。しかし実権は太上皇の伯父芸宗が握っていた。また、陳晛が若年だったことから軍権は芸宗の寵臣で外戚でもあった黎季犛が握るようになり、黎季犛自身その軍事的才能を発揮して対チャンパ戦争でよく国を守ったが、次第に専横の兆しが見えるようになっていった。
昌符12年（1388年）、黎季犛の存在を恐れて黎亜夫らとその誅殺を謀ったが、返り討ちにあって捕らえられてしまう。黎季犛は太上皇の芸宗の支持を得た上でその末子の陳顒（順宗）を擁立し、陳晛を霊徳王に落とした上で殺害した。享年28。